# 向长江
向长江（1960年10月—），湖南隆回人，汉族，无党派人士。中华人民共和国政治人物、第十三届全国人民代表大会湖南地区代表。

## 生平
2018年2月24日，当选为第十三届全国人大代表。2018年8月31日，辞去全国人大代表职务。